# Cuniculus taczanowskii
Paca des montagnes
Espèce
Synonymes
- Agouti taczanowskii (Stolzmann, 1865)

Statut de conservation UICN

 NT  : Quasi menacé
Le Paca des montagnes (Cuniculus taczanowskii) est une espèce de rongeurs appartenant à la famille des Cuniculidae. On le rencontre dans les montagnes arborées, dans les Andes de Bolivie, Colombie, Équateur, Pérou et Venezuela, où les rares populations sont presque menacées par la fragmentation de leur habitat et la chasse.
L'espèce a été décrite en 1865 par le zoologiste polonais Jan Sztolcman (1854-1928).